# Купа на панаирните градове
Купата на панаирните градове е бивш европейски футболен турнир провеждан между 1955 и 1971 година. Турнирът е направен по идея на швейцареца Ернст Томен, италианеца Оторино Бараси и генералния секретар на Английската футболна асоциация Станли Роус. Както подсказва името, състезанието е направено са насърчаване на международните панаири. Играят се приятелски мачове между отбори от градове, които имат панаири, а самия турнир се развива от тези първоначални приятелски игри. Състезанието отначало е открито за градове, които са домакини на панаири, а позицията, на която завършват отборите в своите първенства няма значение за участието им. Първите години на турнира също така включват правилото един град — един отбор. От българска страна право на участие има само град Пловдив (Локомотив, Ботев и Спартак) чрез своите отбори. След 1968 година в турнира се класират отбори според позицията си в първенството, което впоследствие дава право и на Славия да участва. През 1971 година минава под егидата на УЕФА и е заменен от турнира за Купата на Уефа, сега известен като Лига Европа.

## Финали
| Година  | Победител       | Финалист       | Резултат        |
| ------- | --------------- | -------------- | --------------- |
| 1955–58 | Барселона       | Лондон XI      | 2:2 и 6:0       |
| 1958–60 | Барселона       | Бирмингам Сити | 1:1 и 4:1       |
| 1960/61 | Рома            | Бирмингам Сити | 2:0 и 2:2       |
| 1961/62 | Валенсия        | Барселона      | 6:2 и 1:1       |
| 1962/63 | Валенсия        | Динамо Загреб  | 2:0 и 2:0       |
| 1963/64 | Реал Сарагоса   | Валенсия       | 2:1             |
| 1964/65 | Ференцварош     | Ювентус        | 1:0             |
| 1965/66 | Барселона       | Реал Сарагоса  | 0:1 и 4:2 прод. |
| 1966/67 | Динамо Загреб   | Лийдс Юнайтед  | 2:0 и 0:0       |
| 1967/68 | Лийдс Юнайтед   | Ференцварош    | 1:0 и 0:0       |
| 1968/69 | Нюкасъл Юнайтед | Дожа Уйпещ     | 3:0 и 3:2       |
| 1969/70 | Арсенал         | Андерлехт      | 3:0 и 1:3       |
| 1970/71 | Лийдс Юнайтед   | Ювентус        | 1:1 и 2:2       |